# قائمة أنواع الأسل
يوجد عدة أنواع من جنس الأسل:
- أسل الغرب (الاسم العلمي:Juncus hesperius)
- أسل إصبعي (الاسم العلمي:Juncus digitatus)
- أسل أبيض الأزهار (الاسم العلمي:Juncus leucanthus)
- أسل أحادي الزهرة (الاسم العلمي:Juncus uniflorus)
- أسل أخضر (الاسم العلمي:Juncus virens)
- أسل أسود (الاسم العلمي:Juncus atratus)
- أسل أصغر (الاسم العلمي:Juncus minimus)
- أسل أصفر (الاسم العلمي:Juncus flavidus)
- أسل أصفر الغمد (الاسم العلمي:Juncus ochrocoleus)
- أسل أعجف (الاسم العلمي:Juncus exiguus)
- أسل أليف الرمال (الاسم العلمي:Juncus psammophilus)
- أسل أملس البذور (الاسم العلمي:Juncus leiospermus)
- أسل أناضولي (الاسم العلمي:Juncus anatolicus)
- أسل أندرسوني (الاسم العلمي:Juncus andersonii)
- أسل أنديزي (الاسم العلمي:Juncus andicolus)
- أسل أوروغواياني (الاسم العلمي:Juncus uruguensis)
- أسل أورونو (الاسم العلمي:Juncus oronensis)
- أسل بابي (الاسم العلمي:Juncus valvatus)
- أسل بارز (الاسم العلمي:Juncus prominens)
- أسل باري (الاسم العلمي:Juncus parryi)
- أسل باهت (الاسم العلمي:Juncus pallescens)
- أسل بحري (الاسم العلمي:Juncus maritimus)
- أسل برازيلي (الاسم العلمي:Juncus brasiliensis)
- أسل برزفالسكي (الاسم العلمي:Juncus przewalskii)
- أسل بركارتي (الاسم العلمي:Juncus burkartii)
- أسل بصيلي (الاسم العلمي:Juncus bulbosus)
- أسل بلطيقي (الاسم العلمي:Juncus balticus)
- أسل بنغالي (الاسم العلمي:Juncus benghalensis)
- أسل تركستاني (الاسم العلمي:Juncus turkestanicus)
- أسل تشياباسي (الاسم العلمي:Juncus chiapasensis)
- أسل تكساني (الاسم العلمي:Juncus texanus)
- أسل توماسي (الاسم العلمي:Juncus thomasii)
- أسل ثلاثي الأقسام (الاسم العلمي:Juncus trifidus)
- أسل ثنائي الأزهار (الاسم العلمي:Juncus biflorus)
- أسل ثنائي التفرع (الاسم العلمي:Juncus dichotomus)
- أسل جانبي (الاسم العلمي:Juncus secundus)
- أسل جانبي الأزهار (الاسم العلمي:Juncus secundiflorus)
- أسل جبال روكي (الاسم العلمي:Juncus saximontanus)
- أسل جذاب (الاسم العلمي:Juncus amabilis)
- أسل جلدي (الاسم العلمي:Juncus coriaceus)
- أسل جناحي (الاسم العلمي:Juncus alatus)
- أسل جنوبي (الاسم العلمي:Juncus australis)
- أسل حاد الثمار (الاسم العلمي:Juncus oxycarpus)
- أسل خادع (الاسم العلمي:Juncus fallax)
- أسل خشن (الاسم العلمي:Juncus rigidus)
- أسل خيطي (الاسم العلمي:Juncus filiformis)
- أسل خيطي الساق (الاسم العلمي:Juncus filicaulis)
- أسل داخلي (الاسم العلمي:Juncus interior)
- أسل دروموندي (الاسم العلمي:Juncus drummondii)
- أسل دقيق (الاسم العلمي:Juncus minutulus)
- أسل ديسياني (الاسم العلمي:Juncus scirpoides)
- أسل رأس الرجاء (الاسم العلمي:Juncus capensis)
- أسل رأسي (الاسم العلمي:Juncus capitatus)
- أسل رخو (الاسم العلمي:Juncus mollis)
- أسل رقيق (الاسم العلمي:Juncus subtilis)
- أسل ريشنغري (الاسم العلمي:Juncus rechingeri)
- أسل زاحف (الاسم العلمي:Juncus repens)
- أسل سبخي (الاسم العلمي:Juncus paludosus)
- أسل سفوي (الاسم العلمي:Juncus aristatus)
- أسل سكيمي (الاسم العلمي:Juncus sikkimensis)
- أسل سوقطري (الاسم العلمي:Juncus socotranus)
- أسل سيفي الأوراق (الاسم العلمي:Juncus ensifolius)
- أسل سيفي الشكل (الاسم العلمي:Juncus xiphioides)
- أسل شاحب (الاسم العلمي:Juncus pallidus)
- أسل شاطئي (الاسم العلمي:Juncus littoralis)
- أسل شبه أغبر (الاسم العلمي:Juncus subglaucus)
- أسل شبه عقدي (الاسم العلمي:Juncus subnodulosus)
- أسل شرقي (الاسم العلمي:Juncus orientalis)
- أسل شريطي الشكل (الاسم العلمي:Juncus ensiformis)
- أسل شعيري (الاسم العلمي:Juncus capillaris)
- أسل صخري (الاسم العلمي:Juncus rupestris)
- أسل صغير (الاسم العلمي:Juncus pusillus)
- أسل صغير الأزهار (الاسم العلمي:Juncus meianthus)
- أسل صغير الأوراق (الاسم العلمي:Juncus brachyphyllus)
- أسل صغير الرأس (الاسم العلمي:Juncus microcephalus)
- أسل صغير السداة (الاسم العلمي:Juncus micranthus)
- أسل ضعيف (الاسم العلمي:Juncus debilis)
- أسل ضيق التويجية (الاسم العلمي:Juncus stenopetalus)
- أسل طرفي الأزهار (الاسم العلمي:Juncus lateriflorus)
- أسل طومسوني (الاسم العلمي:Juncus thomsonii)
- أسل طويل الأزهار (الاسم العلمي:Juncus longiflorus)
- أسل طويل السداة (الاسم العلمي:Juncus dolichanthus)
- أسل طويل المنقار (الاسم العلمي:Juncus longirostris)
- أسل عاري الثمرة (الاسم العلمي:Juncus gymnocarpus)
- أسل عرموشي (الاسم العلمي:Juncus radula)
- أسل عصوي (الاسم العلمي:Juncus virgatus)
- أسل عظيم الأوراق (الاسم العلمي:Juncus megalophyllus)
- أسل عقدي (الاسم العلمي:Juncus nodatus)
- أسل علجومي (الاسم العلمي:Juncus bufonius)
- أسل عملاق (الاسم العلمي:Juncus giganteus)
- أسل غامض (الاسم العلمي:Juncus dubius)
- أسل غربي (الاسم العلمي:Juncus occidentalis)
- أسل غشائي (الاسم العلمي:Juncus membranaceus)
- أسل غمدي (الاسم العلمي:Juncus vaginatus)
- أسل غوادلوبي (الاسم العلمي:Juncus guadeloupensis)
- أسل فارسي (الاسم العلمي:Juncus persicus)
- أسل فراشي (الاسم العلمي:Juncus papillosus)
- أسل فوري (الاسم العلمي:Juncus fauriei)
- أسل فونتانيسي (الاسم العلمي:Juncus fontanesii)
- أسل قاتم (الاسم العلمي:Juncus fuscatus)
- أسل قاسي (الاسم العلمي:Juncus durus)
- أسل قرطبي (الاسم العلمي:Juncus cordobensis)
- أسل قرمزي (الاسم العلمي:Juncus rubens)
- أسل قزمي (الاسم العلمي:Juncus pygmaeus)
- أسل قصير الثمار (الاسم العلمي:Juncus brachycarpus)
- أسل قصير الذيل (الاسم العلمي:Juncus brevicaudatus)
- أسل قطبي جنوبي (الاسم العلمي:Juncus antarcticus)
- أسل قطبي شمالي (الاسم العلمي:Juncus arcticus)
- أسل قليل الأزهار (الاسم العلمي:Juncus pauciflorus)
- أسل قوي (الاسم العلمي:Juncus validus)
- أسل كبير الرأس
- أسل كبير الأوراق (الاسم العلمي:Juncus macrophyllus)
- أسل كثيف الأزهار (الاسم العلمي:Juncus densiflorus)
- أسل كروي الثمار (الاسم العلمي:Juncus sphaerocarpus)
- أسل كستنائي (الاسم العلمي:Juncus castaneus)
- أسل كليني (الاسم العلمي:Juncus kleinii)
- أسل كندي (الاسم العلمي:Juncus canadensis)
- أسل لاقنابي (الاسم العلمي:Juncus ebracteatus)
- أسل لامع (الاسم العلمي:Juncus nitidus)
- أسل لونغي (الاسم العلمي:Juncus longii)
- أسل ليسوري (الاسم العلمي:Juncus lesueurii)
- أسل مائل (الاسم العلمي:Juncus obliquus)
- أسل متباين الأوراق (الاسم العلمي:Juncus heterophyllus)
- أسل متجمع (الاسم العلمي:Juncus conglomeratus)
- أسل متساوي الألوان (الاسم العلمي:Juncus concolor)
- أسل متعدد الثمار (الاسم العلمي:Juncus polycarpus)
- أسل متعدد الروؤس (الاسم العلمي:Juncus polycephalus)
- أسل متقزم (الاسم العلمي:Juncus hemiendytus)
- أسل متناسق (الاسم العلمي:Juncus concinnus)
- أسل محرشف (الاسم العلمي:Juncus squarrosus)
- أسل مخرزي الشكل (الاسم العلمي:Juncus subulatus)
- أسل مخطط (الاسم العلمي:Juncus striatus)
- أسل مدبب (الاسم العلمي:Juncus acutus)
- أسل مدبب الأزهار (الاسم العلمي:Juncus acutiflorus)
- أسل مرتفع (الاسم العلمي:Juncus procerus)
- أسل مرن (الاسم العلمي:Juncus flexilis)
- أسل مزخرف (الاسم العلمي:Juncus pictus)
- أسل مستدق الطرف (الاسم العلمي:Juncus acuminatus)
- أسل مستقيم الأوراق (الاسم العلمي:Juncus orthophyllus)
- أسل مستنقعي (الاسم العلمي:Juncus palustris)
- أسل مسطح الأوراق (الاسم العلمي:Juncus planifolius)
- أسل مسود (الاسم العلمي:Juncus nigricans)
- أسل مشترط (الاسم العلمي:Juncus stipulatus)
- أسل مضغوط (الاسم العلمي:Juncus compressus)
- أسل مضلل (الاسم العلمي:Juncus decipiens)
- أسل معقد (الاسم العلمي:Juncus nodosus)
- أسل مغربي (الاسم العلمي:Juncus maroccanus)
- أسل مغروي (الاسم العلمي:Juncus ochraceus)
- أسل مفترش (الاسم العلمي:Juncus effusus)
- أسل مفصلي (الاسم العلمي:Juncus articulatus)
- أسل مكشوف (الاسم العلمي:Juncus exsertus)
- أسل ملتبس (الاسم العلمي:Juncus confusus)
- أسل ملتف (الاسم العلمي:Juncus revolutus)
- أسل منتشر (الاسم العلمي:Juncus diffusus)
- أسل منثني (الاسم العلمي:Juncus curvatus)
- أسل منثني (الاسم العلمي:Juncus recurvatus)
- أسل منجلي الشكل (الاسم العلمي:Juncus falcatus)
- أسل منحني (الاسم العلمي:Juncus inflexus)
- أسل منظاري (الاسم العلمي:Juncus spectabilis)
- أسل منفتح (الاسم العلمي:Juncus patens)
- أسل ناحل الساق (الاسم العلمي:Juncus gracilicaulis)
- أسل نسيجي (الاسم العلمي:Juncus textilis)
- أسل نقطي (الاسم العلمي:Juncus punctorius)
- أسل نيبالي (الاسم العلمي:Juncus nepalicus)
- أسل نيفادي (الاسم العلمي:Juncus nevadensis)
- أسل نيوزيلندي (الاسم العلمي:Juncus novae-zelandiae)
- أسل هالي (الاسم العلمي:Juncus hallii)
- أسل هامشي (الاسم العلمي:Juncus marginatus)
- أسل هجين (الاسم العلمي:Juncus hybridus)
- أسل هزيل (الاسم العلمي:Juncus gracillimus)
- أسل هش (الاسم العلمي:Juncus tenuis)
- أسل هوكرياني (الاسم العلمي:Juncus hookerianus)
- أسل هيلدريشي (الاسم العلمي:Juncus heldreichianus)
- أسل واسع الأوراق (الاسم العلمي:Juncus amplifolius)
- أسل واليشياني (الاسم العلمي:Juncus wallichianus)
- أسل ورقي (الاسم العلمي:Juncus foliosus)